# Маккрейн, Пол
Пол Дэвид Маккрейн (англ. Paul David McCrane, род. 19 января 1961, Филадельфия, США), — американский актёр и телевизионный режиссёр. Известен по роли Монтгомери Макнейла в фильме «Слава», Эмиля Антоновски в фильме «Робокоп» и Роберта Романо в сериале «Скорая помощь».

## Карьера
Первая небольшая роль в фильме Рокки 2, доставшаяся Маккрейну в возрасте семнадцати лет, — пациент со множественными переломами, передвигающийся на инвалидной коляске, который просит у Рокки оставить автограф прямо на забинтованной голове.
Обладатель пышной шевелюры рыжих волос, молодой Пол убедительно сыграл Монтгомери Макнила в фильме «Слава». Позже, расставшись с волосами, сыграл наёмного убийцу Эмиля Антоновски в «Робокопе», охранника Траута в «Побеге из Шоушенка».
Маккрейн снимался в популярных телесериалах, таких как Закон и порядок, Секретные материалы, Дурнушка, C.S.I.: Место преступления. Появившись сперва в эпизодической роли придирчивого доктора Романо в телесериале Скорая помощь, он остался в составе постоянно задействованных актёров на период с 1997 по 2003 год, появившись ещё по одному разу в пятнадцатом и заключительном сезонах.

## Личная жизнь
Маккрейн с 1998 года женат на Дане Келлин, дизайнере ювелирных изделий. У пары есть двое детей, Уильям Томас и Ноа Кэтрин. Будущие супруги познакомились на занятиях йогой в 1996 году.

## Фильмография
| Year      | Title                      | Role                                 |
| --------- | -------------------------- | ------------------------------------ |
| 1979      | Рокки 2                    | юный пациент                         |
| 1980      | Слава                      | Монтгомери МакНейл                   |
| 1984      | Отель «Нью-Хэмпшир»        | Фрэнк Берри                          |
| 1984      | Пурпурные сердца           | Бреннер                              |
| 1986      | Блюз Хилл стрит            | Альберт Сойер                        |
| 1987      | Робокоп                    | Эмиль Антоновски                     |
| 1988      | Капля                      | помощник шерифа Бриггс               |
| 1989      | Уравнитель                 | Крокер                               |
| 1989      | Умник                      | Джон Медли                           |
| 1992      | Приключения Супер-боя      | Хаос                                 |
| 1993      | Закон и порядок            | Джеймс Ли Поул (эпизод «Юрисдикция») |
| 1993      | Сирены (сериал)            | Леон                                 |
| 1994      | Север и Юг                 | Клоудэлл                             |
| 1994      | Побег из Шоушенка          | охранник Траут                       |
| 1994-1995 | Под подозрением            | детектив Патрик Кларк                |
| 1996      | Чемпс                      | доктор Херб Бартон                   |
| 1997-2008 | Скорая помощь              | доктор Роберт Романо                 |
| 1997      | Секретные материалы        | Леонард Моррис Беттс                 |
| 1997      | Прикосновение ангела       | Грант Эббот                          |
| 1997      | Жизнь с Луи                | неизвестно                           |
| 1997      | Практика                   | Мартин Паркс                         |
| 1998      | С Земли на Луну            | Пит Конрад                           |
| 2000      | Последний продюсер         | Остин Грин                           |
| 2001      | Гражданин Бейнс            | Шерман Блум                          |
| 2006-2007 | 24 часа                    | Грэм Бойер                           |
| 2008      | Дурнушка                   | адвокат Вайц                         |
| 2010      | C.S.I.: Место преступления | Фил Карпентер                        |
| 2011      | Закон Хэрри                | Джош Пэйтон                          |
| 2012      | Атлант расправил плечи 2   | Уэсли Мауч                           |
| 2014      | Особо тяжкие преступления  | агент Марк Эванс                     |